# Capsula internă

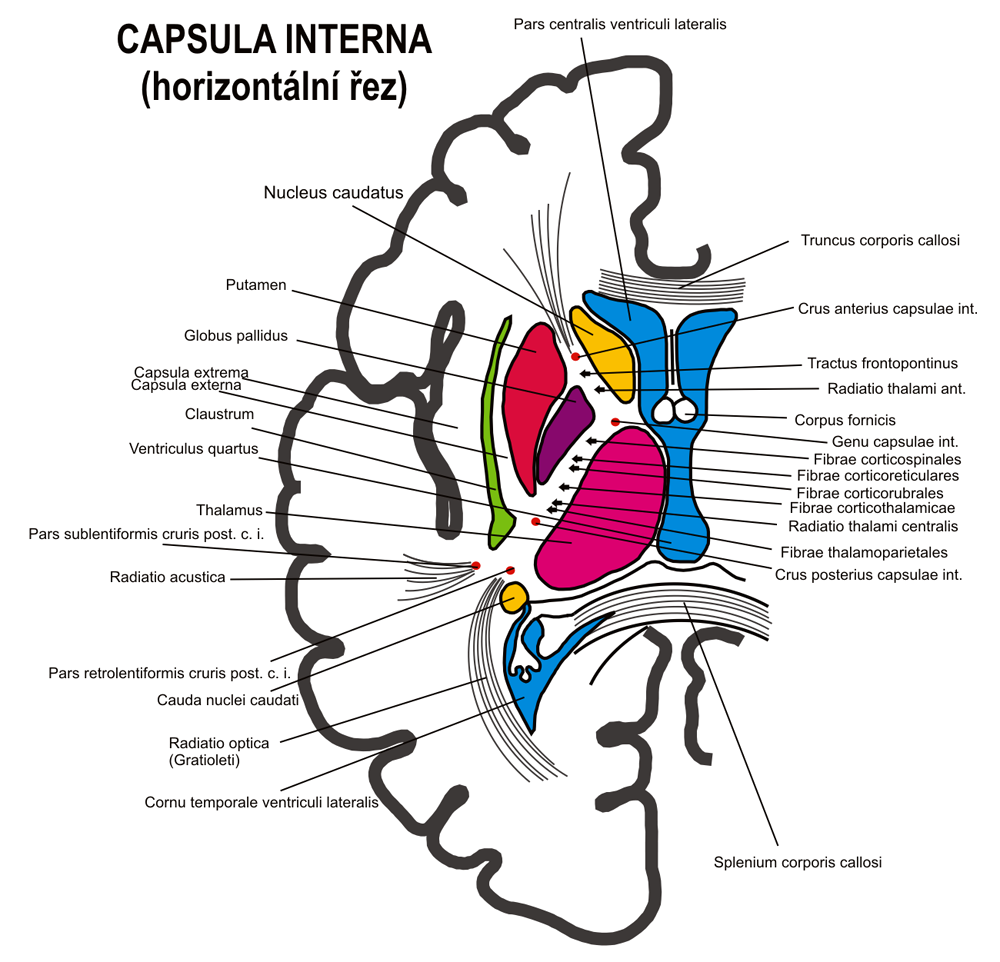
Capsula internă

Capsula internă (Capsula interna) este un strat masiv (cu o grosime de 8-10 mm) de substanță albă a emisferelor cerebrale care separă nucleul caudat și talamusul situați medial de nucleul lenticular (globul palid și putamen) situat lateral.
Capsula internă se compune din: 1) fibre ascendente de la talamus spre cortexul cerebral care compun radiația talamică anterioară, radiația talamică posterioară, radiația talamică superioară și radiația talamică inferioară. Printre fibrele ascendente se numără radiațiile optice, auditive și senzoriale somatice. 2) fibre descendente de la cortexul cerebral spre talamus, regiunea subtalamică, mezencefal, rombencefal și măduva spinării. Capsula internă este principala cale prin care cortexul cerebral este conectat cu trunchiul cerebral și măduva spinării. Lateral și superior se continuă cu coroana radiată care constituie o parte majoră a substanței albe a emisferelor cerebrale, caudal și medial se continuă cu piciorul cerebral (pedunculul mezencefalic), mult mai redus în dimensiuni, care conține și fibre corticospinale.

Pe secțiunea orizontală capsula internă are o forma literei "V", care se deschide lateral, unghiul obtuz al "V" se numește genunchi,  iar segmentul anterior și posterior a lui "V" se numește respectiv, brațul anterior și brațul posterior.
Capsula internă este alcătuită din următoarele 5 segmente: brațul anterior al capsulei interne (Crus anterius capsulae internae), genunchiul capsulei interne (Genu capsulae internae), brațul posterior al capsulei interne (Crus posterius capsulae internae), partea retrolenticulară (sau retrolentiformă) a capsulei interne (Pars retrolentiformis capsulae internae), partea sublenticulară (sau sublentiformă) a capsulei interne (Pars sublentiformis capsulae internae).